# Marson-sur-Barboure
Marson-sur-Barboure è un comune francese di 46 abitanti situato nel dipartimento della Mosa nella regione del Grand Est.

## Società

### Evoluzione demografica
Abitanti censiti